# Pasquale Lucchini

Pasquale Lucchini

Pasquale Lucchini (Montagnola, 7 aprile 1798 – Lugano, 23 febbraio 1892) è stato un ingegnere e architetto svizzero.

## Biografia
Giovanissimo, lavorò come muratore. Da autodidatta e con l'esperienza diretta nei cantieri, acquisì una formazione da ingegnere civile. Progettò in Ticino le gallerie stradali nelle Gole di Stalvedro in Valle Leventina e il ponte-diga di Melide.
Ricoprì la carica di ingegnere cantonale dal 1844 al 1855, elaborando molti progetti, tra i quali si possono nominare il ponte sul fiume Tresa, la strada della Valle Onsernone e gli studi, ritenuti importanti, sulla linea ferroviaria alpina.
Venne eletto deputato al Gran Consiglio ticinese per il partito liberale radicale per due mandati, dal 1839 al 1844, dal 1855 al 1859. Nel 1873 fu tra i fondatori della Banca della Svizzera Italiana.